# Richard Aoki

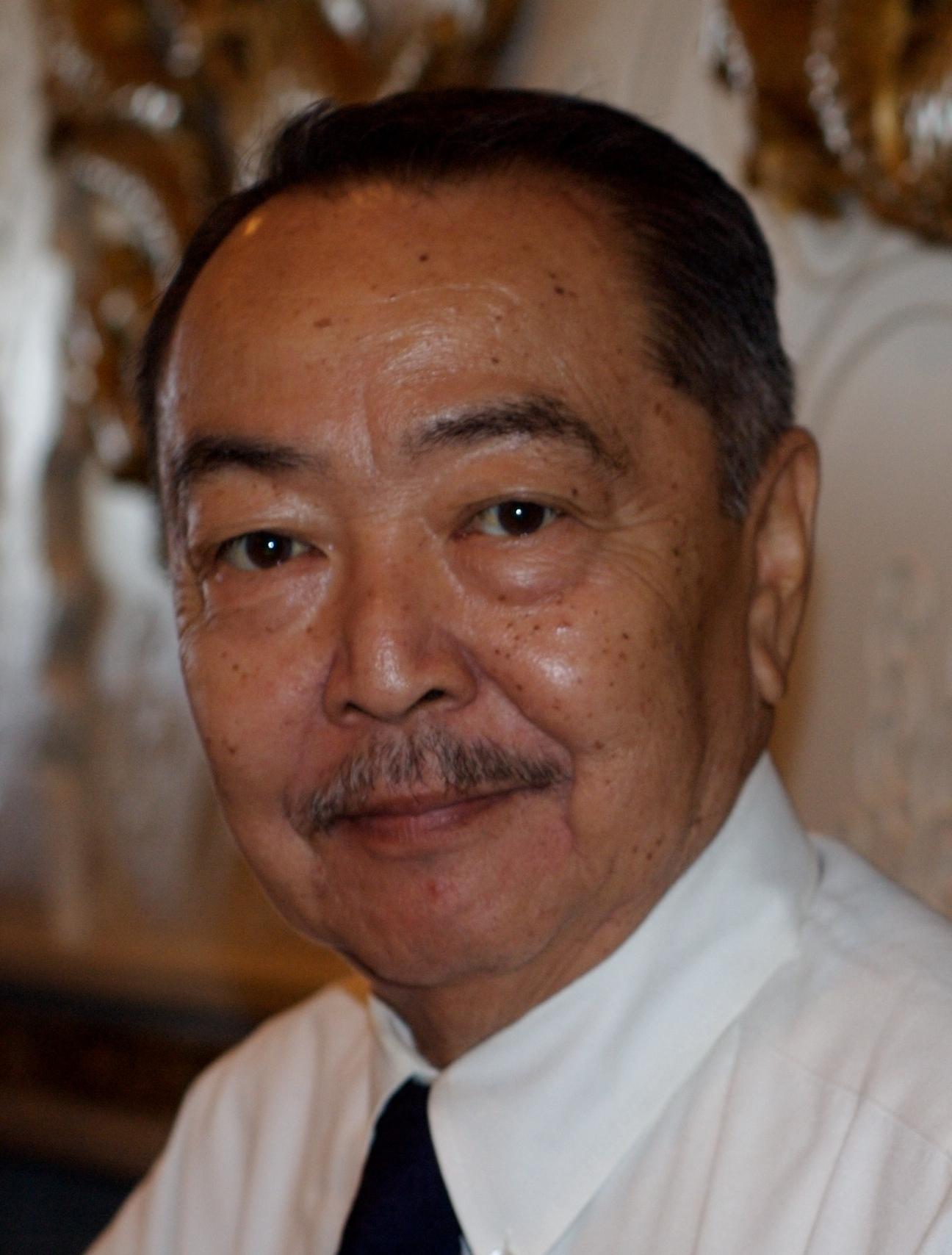
Richard Aoki

Richard Aoki (* 20. November 1938 in San Leandro, Kalifornien; † 15. März 2009 in Berkeley) war ein US-amerikanischer Bürgerrechtler und FBI-Informant. Er war eines der ersten Mitglieder der Black Panther Party, in der er schließlich zum Field Marshall wurde, was ihn zum einzigen asiatischstämmigen Amerikaner machte, der eine Führungsrolle in der Organisation innehatte. Er wurde auch als derjenige bekannt, der die Black Panther Party als erster mit Waffen für Patrouillenzwecke versorgte.
Aoki wurde 1938 in San Leandro in Kalifornien geboren. Von 1942 bis 1945 wurde er mit seiner Familie, wie weite Teile der der japanischstämmigen Bevölkerung gefangen gehalten, im Internierungslager von Topaz in Utah. Nach dem Zweiten Weltkrieg zogen die Aokis nach Oakland in Kalifornien. Richard Aoki diente acht Jahre in der Armee der Vereinigten Staaten, zuerst als Sanitäter und später als Infanterie. Aoki besuchte zwei Jahre lang das Merritt College, wo er sich mit Huey Newton und Bobby Seale anfreundete. Als Newton und Seale die Black Panther Party gründeten (im Oktober 1966), war Aoki schon zur University of California, Berkeley gewechselt. Er erhielt 1968 seinen Bachelor in Soziologie und 1970 einen Magister-Abschluss als Sozialarbeiter (Master of Social Work).
2009 wurde zunächst berichtet, Aoki sei in seinem Haus in Berkeley an Komplikationen seiner Dialyse gestorben. Fast ein Jahr später wurde dann öffentlich, dass er Selbstmord mit einer Waffe beging.
Sein Leben wurde in dem Dokumentarfilm Aoki (2009) erzählt.
Im August 2012 wurde nach einem Antrag auf Akteneinsicht des Journalisten Seth Rosenfeld bekannt, dass Aoki seit der Kubakrise im Oktober 1962 für das FBI spionierte, zunächst gegen örtliche Kommunisten, vor allem aber gegen die Black Panther Party. Er trieb deren Bewaffnung und deren militaristisches Auftreten voran.